# Spadaj na ziemię
Spadaj na ziemię (ang. Down to Earth) – amerykańsko-niemiecko-kanadyjsko-australijska komedia obyczajowa z 2001 roku w reżyserii Chrisa i Paula Weitzów. Film wyprodukowany został przez wytwórnię Paramount Pictures.

## Fabuła
Komik Lance Barton (Chris Rock) ginie na skutek błędu boskiego wysłannika. Pomyłka wychodzi na jaw, lecz powrót Lance’a do poprzedniego wcielenia jest niemożliwy. Komik zostaje odesłany na ziemię do ciała bogatego Charlesa Wellingtona. Okazuje się, że na życie milionera czyhają żona i jej kochanek.

## Obsada
- Chris Rock jako Lance Barton
- Regina King jako Sontee Jenkins
- Chazz Palminteri jako King
- Eugene Levy jako Keyes
- Frankie Faison jako Whitney Daniels
- Mark Addy jako Cisco
- Greg Germann jako Sklar
- Jennifer Coolidge jako pani Wellington
- Wanda Sykes jako Wanda
- John Cho jako Phil Quon
- Mario Joyner jako Apollo M.C.
- Martha Chaves jako Rosa
- Jack Newman jako Bob Krantz
- Leah Miller jako Tina Lovette
- Arnold Pinnock jako Joe Guy
- Harlin Kearsley jako Mike Green